# 12 Canis Majoris
12 Canis Majoris, som är stjärnans Flamsteed-beteckning, är en ensam stjärna, belägen i den mellersta delen av stjärnbilden Stora hunden. och har även variabelbeteckningen HK Canis Majoris. Den har en minsta skenbar magnitud av ca 6,07 och är mycket svagt synlig för blotta ögat där ljusföroreningar ej förekommer. Baserat på parallax enligt Gaia Data Release 2 på ca 4,1 mas, beräknas den befinna sig på ett avstånd på ca 790 ljusår (ca 242 parsek) från solen. Den rör sig bort från solen med en heliocentrisk radialhastighet på ca 16 km/s. Den är den ljusaste stjärnan i närheten av den öppna stjärnhopen NGC 2287, även om den, baserat på dess egenrörelse, förmodligen inte kan anses ingå i denna.

## Egenskaper
12 Canis Majoris är en blå till vit jättestjärna eller ljusstark jätte av spektralklass B7 II-III. (Cidale et al. (2007) gav den spektralklass B5 V, som skulle ange att den istället är en stjärna av spektraltyp B i huvudserien.) Den har en massa som är ca 1,3 solmassor, en radie, som är ca 2,7 solradier och utsänder från dess fotosfär ca 500 gånger mera energi än solen vid en effektiv temperatur av ca 15 800 K.
12 Canis Majoris är en magnetisk Bp-stjärna av heliumsvag variant (CP4), där spektrumet ger bevis för vertikal stratifiering av helium i dess atmosfär. Samus et al. (2017) klassificera den som en SX Arietis-variabel med en skenbar magnitud som varierar från +6,00 till +6,05 med en period av 2,18045 dygn.